# Myrrhoides nodosa
Myrrhoides nodosa é uma espécie de planta com flor pertencente à família Apiaceae. 
A autoridade científica da espécie é (L.) Cannon, tendo sido publicada em Feddes Repertorium 79: 65. 1968.

## Portugal
Trata-se de uma espécie presente no território português, nomeadamente em Portugal Continental.
Em termos de naturalidade é nativa da região atrás indicada.

## Protecção
Não se encontra protegida por legislação portuguesa ou da Comunidade Europeia.